# Рубінштейн Микола Леонідович
Микола Леонідович Рубінштейн (24 грудня 1897, Одеса — 26 січня 1963) — радянський історик Київської Русі та Росії ХІХ-ХХ ст., історіограф.

## Життєпис та науковий доробок
Народився в родині юриста.
Середню освіту отримав в Ришельєвській гімназії. 1916 вступив на історичне відділення історико-філологічного факультету Імператорського Новоросійського університету, а також як вільний слухач відвідував заняття на юридичному факультеті. Закінчувати університет випало під час реорганізації системи вищої освіти, коли ун-ти разом з іншими ВНЗ були трансформовані в мережу профільних інститутів. Протягом двох років він відвідував лекції в ОГСІ і ОАІ, а закінчив навчання 1922 на факультеті професійної освіти ОІНО із захистом дипломної роботи «Західні торговельні шляхи України-Руси». Ця робота, в якій автор досліджував торговельні шляхи у двох аспектах — історико-географічному й історичному та демонстрував критичний підхід до питань історіографії, принесла молодому вченому перші позитивні відгуки. 1925 у вигляді статті вона була опублікована у «Віснику ОКК при ВУАН». Після отримання вищої освіти поступив на службу в губернський архів та за сумісництвом працював статистом, бухгалтером, економістом, юристом, редактором у різних установах та організаціях.
Паралельно навчався на правовому факультеті ОІНГ, який закінчив 1924 після захисту дипломної роботи «Право відбудування». Із студентських років проводив наукову працю, підготувавши курсові роботи: «Грецька демократія в теорії Арістотеля», «Методика розробки писцевих та переписних книг», «Чужоземні джерела з історії смутної доби», «Громада та громадське землеволодіння у Франції», «Хлібороби й пани Новоросійського краю», «В. О. Ключевський як мислитель-митець» та доповіді: «Декабристи і їх місце в історії революційного руху Росії», «Соціально-економічна база руху декабристів». Після отримання вищої освіти його наукова діяльність зосереджена в соціально-історичній секції ОКК при ВУАН, на засіданні якої у грудні 1924 виступив з доповіддю на тему «Декабристи в історії російського революційного руху». Плідна дослідницька робота сприяла продовженню наукової діяльності, але через низку організаційних обставин в Одесі на той час (до 1926) не було науково-дослідницької установи історичного профілю, в якій науковець міг би продовжити навчання. Тому на два роки (1925–1926) він поїхав до Москви і Ленінграду, де вивчав історичні джерела в місцевих архівах, вступив у Товариство істориків-марксистів Комуністичної Академії при ЦВК СРСР, взяв участь в його Першій всесоюзній конференції, став членом секції по вивченню декабристів та їх часу Всесоюзного товариства політичних каторжан і зсильнопоселенців. 
Під час підготовки до 100-річчя повстання декабристів опублікував статтю «Экономическое развитие России в первой четверти ХІХ века, как основа движения декабристов», яка викликала великий інтерес та дискусію. Наслідком цього стало запрошення дослідника до участі в «Семінарії по декабризму» під керівництвом М. Нечкиної і С. Сказіна. Наприкінці 1926 повернувся до Одеси та з 1.01.1927 його було зараховано аспірантом Одеської секції Харківської науково-дослідної кафедри історії української культури при ОІНО. Рекомендуючи молодого вченого до аспірантури, її керівник М. Слабченко відзначав: «М. Рубінштейн з солідною підготовкою, широко ставить питання, старається рішати їх самостійно. Має потребу в стримуванні, бо занадто захоплюється моєю теорією єдиного процесу й синтетичного методу. Вийде з нього видатний науковий робітник». Під час виконання аспірантського стажу він працював над питаннями історії феодалізму в Київській державі та історії революційного руху в Україні у ХІХ ст. З останньої теми провів низку семінарів зі студентами історичного відділення ф-ту професійної освіти ОІНО, позаштатним викладачем до якого його було прийнято восени 1927. Став членом багатьох наукових товариств при ВУАН: ОКК, ОНТ, Наукового товариства ім. Т. Г. Шевченка. Але закінчити аспірантуру під керівництвом М. Слабченка через перебіг обставин йому не вдалося. Восени 1927 почав шукати більш авторитетного місця і керівника, а 2.11.1928 за власним бажанням виключений зі складу аспірантів секції. 1931 переїхав на постійне мешкання до Москви, де працював у Науково-дослідному інституті іноземної бібліографії Об'єднання державних книжково-журнальних видавництв Народного комісаріату освіти РРФСР (1931–1933), редактором іноземної редакції Державного видавництва соціально-економічної літератури (1933–1939). Крім знайомства з сучасною західноєвропейською історіографією, ця робота сприяла розвитку аналітичного мислення молодого вченого, що в майбутньому знайшло відображення у глибоких теоретичних висновках його досліджень.
Педагогічну діяльність розпочав 1934 у Московському обл. педагогічному ін-ті, де спочатку як доцент, а потім професор він читав лекції та вів практичні заняття до 1939. Одночасно за сумісництвом читав лекції на історичному ф-ті МДУ, а з 1942 зарахований до штату. 1936–1941 викладав курс лекцій з історіографії в Московському ін-ті філософії, літератури, історії (МІФЛІ). В ті роки звернення до історіографічної проблематики вимагало від лектора, викладача, історика наукової сміливості. Паралельно з викладацькою роботою писав докторську дисертацію на тему історії історичної науки «від літописів до Леніна». 15.05.1940 на вченій раді МІФЛІ відбулось обговорення його монографії «Русская историография», в якій узяли участь провідні спеціалісти в цій царині знань — Ю. Готьє, А. Панкратова, М. Тихомиров (офіційні опоненти) та дали монографії високу оцінку. Вчений представив систематичне, зв'язане єдиною думкою огляду процесу становлення та розвитку радянської історичної науки. Враховуючи актуальність і наукове значення дослідження, кафедра історії СРСР МДУ у січні 1941 представила «Русскую историографию» до змагань на одержання Сталінської премії 1942, а у березні 1941 відбулось засідання експертної комісії Комітету по справам вищої школи по обговоренню питання про надання «Русской историографии» статусу підручника ВНЗ. Але через наявність у ній багатьох дискусійних проблем, книзі надали статуса не підручника, а навчального посібника. Книга вийшла в світ у 1941, а редакція «Історичного журналу» помістила рецензію Й. Вайнштейна. У листопаді 1941 евакуйований до Саратова, де на посадах проф-а, завідувача кафедри історії СРСР, декана історичного ф-ту працював у місцевому ун-ті. У другій половині 1942 повернувся до Москви та поновив науково-педагогічну діяльність в МДУ. Працював заступником директора по науковій роботі Державного Історичного музею (1943–1949). В лютому 1949 його обрано членом Вченої Ради Ін-ту історії. Але вже навесні в наукових колах істориків була відкрита дискусія навколо змісту та побудови курсу історіографії М. Рубінштейна, яка стала наслідком особливої уваги ЦК ВКП(б) до ідеологічних питань. Результатом дискусії стало звільнення талановитого вченого з усіх посад, що він обіймав. Восени 1949 прийнятий на роботу в Московський бібліотечний ін-ут, в якому працював до 1957, а потім став проф-м Московського держ. історико-архівного ін-ту (1957–1959). 

## Наукові публікації
- Западные пути торговли Украины — Руси // Вісник Одеської Комісії Краєзнавства при Всеукраїнській Академії Наук. — 1925. — Ч. 2-3;
- Экономическое развитие России в первой четверти ХІХ века, как основа движения декабристов // Каторга и ссылка. — 1925. — № 8;
- Крестьяне и помещики в польском восстании 1831 года. (По материалам Одесского областного архива) // Каторга и ссылка. — 1926. — № 1;
- До історії соціальних відносин у Київській Русі ХІ-ХІІ ст. // Наукові записки науково-дослідчої катедри історії української культури. — 1927. — № 6;
- До історії російського народного господарства. (З приводу книжки П. У. Лященка) // Прапор Марксизму. — 1928. — № 4;
- Нарис історії Київської Русі. — Х.-Одеса, 1930;
- Иностранная периодика по истории России и СССР // Историк-марксист. — 1933. — Т. 1;
- Русская историография. — М., 1941;
- О путях исторического исследования // История СССР. — М., 1962. — № 6.